# Saint-Romain-de-Surieu
Pour les articles homonymes, voir Saint-Romain.
Saint-Romain-de-Surieu est une commune française située dans le département de l'Isère, en région Auvergne-Rhône-Alpes.

## Géographie

### Situation
À 6 km à l'est de Roussillon et à 15 km à vol d'oiseau au sud de Vienne, villes de ses suzerains, située sur les premières collines au pied des Alpes à 10 km de la vallée du Rhône face au massif du Pilat sur l'autre rive, Surieu appartient dans l'ancien régime au Viennois un des quatre pays du Bas-Dauphiné. La commune aujourd'hui en région Auvergne-Rhône-Alpes, dans l'Isère, intègre la Communauté de communes du Pays Roussillonnais qui fusionne avec celle du Territoire de Beaurepaire le 1er janvier 2019 pour donner la communauté de communes Entre Bièvre et Rhône.
Elle est adhérente au Syndicat Intercommunal pour l'Aménagement hydraulique de la Sanne et au Syndicat Mixte des Eaux Dolon Varèze (SMEDV) pour la gestion de l’assainissement eaux usées et de l’eau potable. Pour l'énergie et le développement elle adhère au Syndicat des Énergies du Département de l’Isère (SEDI), autorité organisatrice des services publics de distribution d’électricité et de gaz pour ses communes adhérentes, le Pays Rhône P.L.U.R.I.E.L qui a pour but de bâtir et mettre en œuvre des projets d’aménagement et de développement. La vie scolaire s'organise avec le syndicat intercommunal à vocation scolaire de regroupement pédagogique de La Chapelle de Surieu – Saint-Romain-de-Surieu.

### Communes limitrophes
Les communes limitrophes de Saint-Romain-de-Surieu sont :
|                  | Assieu                 |                                  |
| Ville-sous-Anjou | Saint-Romain-de-Surieu | La Chapelle-de-Surieu            |
| Ville-sous-Anjou |                        | Sonnay (contigu, non limitrophe) |

### Topographie et hydrographie
Sur un territoire de 471 ha l'habitat s'est structuré le long de la rive droite de la vallée de la Sanne qui s'écoule d'est en ouest à 250 mètres d'altitude et de la D D 134. Le reste de l'habitat est constitué de fermes et d'hameaux agricoles répartis au nord sur les collines en pente douce du vallon de la Limone affluent de la Sanne culminant à 373 m et au sud sur des promontoires échancrés par des ravins aux pentes raides qui culminent à 400 m. La construction en pisé est encore largement retrouvée dans les constructions agricoles.

### Géologie et risques naturels
Les deux structures géologiques principales sont la molasse, agrégat sablo-gréseux déposé au Miocène, très sensible à l'érosion, entrelardée de couches marneuses la rendant sensible aux glissements. Cette structure est surtout présente au sud sur les vallons échancrés et particulièrement visible sur la falaise de la rive gauche de la Sanne.
La seconde est constituée des dépôts de Bonnevaux-L'Amballan, agrégat de galets de quartzite, pouvant atteindre 50 cm de diamètre, agglomérés dans une matrice argileuse déposé au Pliocène.
L'ensemble est remanié par l'activité glacière et ses dépôts fluviatiles le long de la vallée de la Sanne.
Ces galets sont utilisés dans les constructions traditionnelles, assise des murs en pisé et murs de l'église Saint-Romain. Les gisements de marne ont probablement servi à l'activité des potiers.

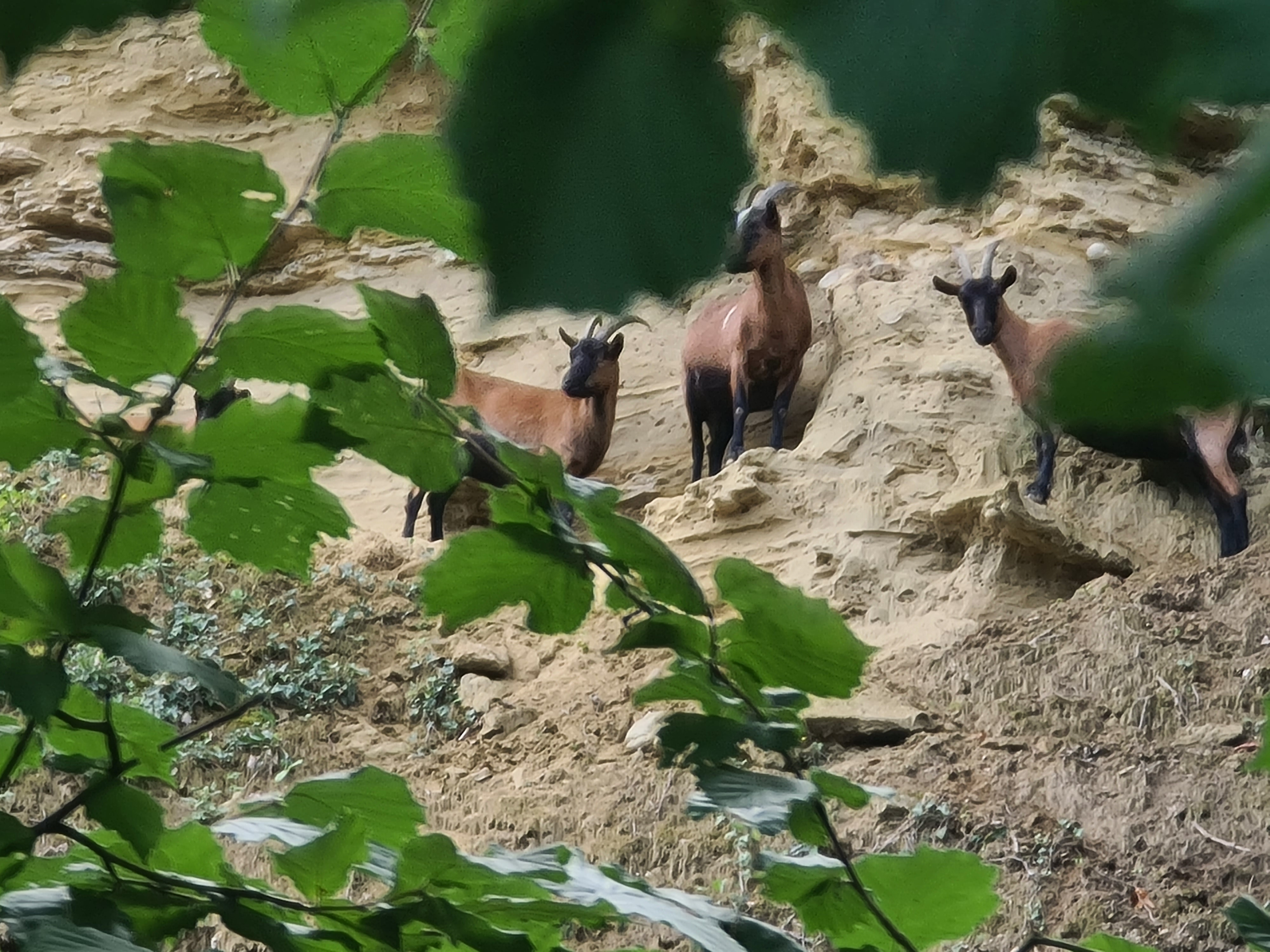
Falaises de molasse rive gauche de la Sanne
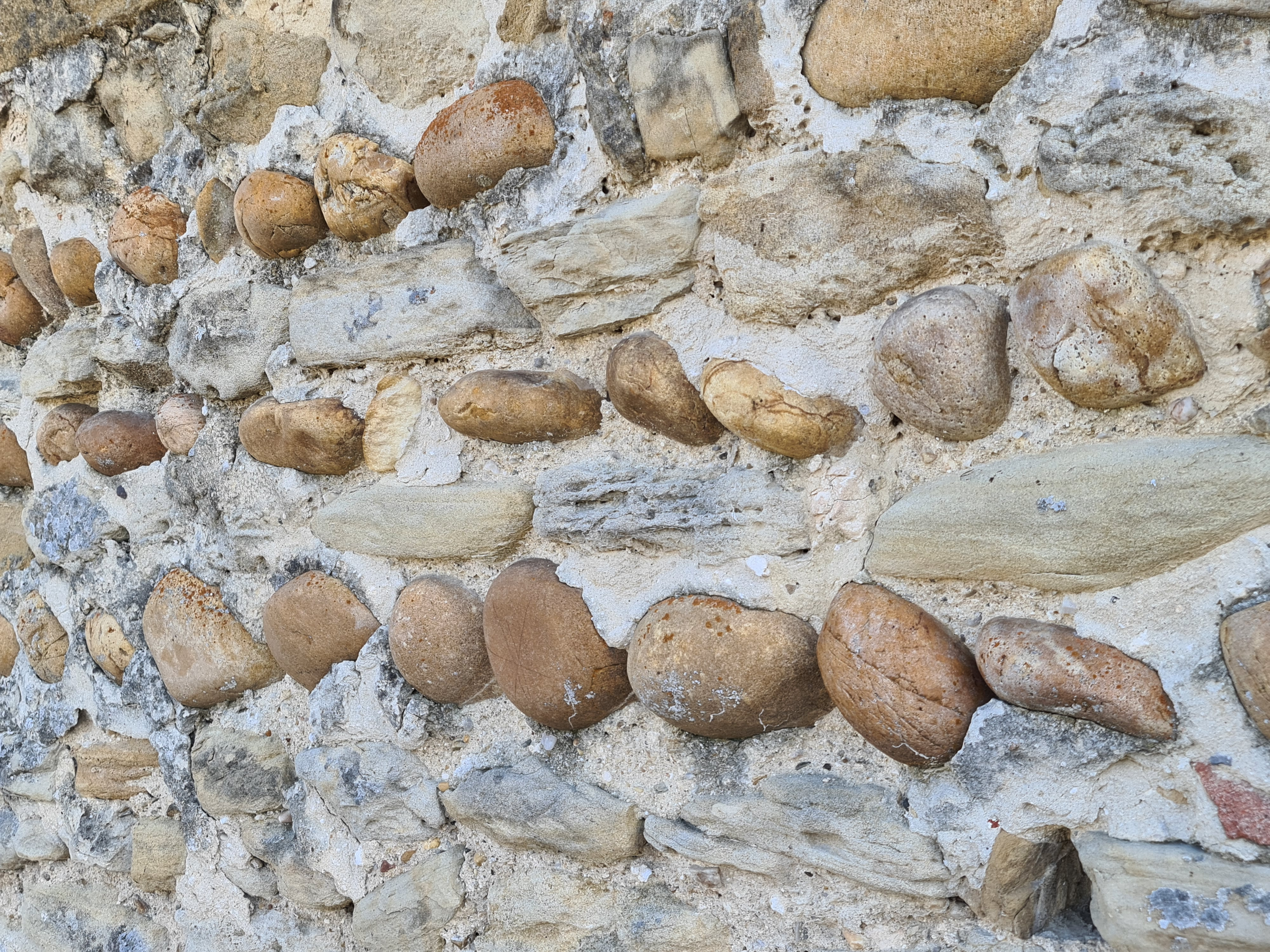
Galets de quartzite, mur de l'église Saint-Romain, dépôt de Bonnevaux-L'Amballan

Ces structures expliquent le risque de glissement de terrain et de coulée de boue évoqué dans le rapport sur les aléas naturels . Un risque de crue est également évoqué et concerne surtout les rives de la Sanne et en particulier la zone des terrains de sport.

### Climat
Pour des articles plus généraux, voir Climat d'Auvergne-Rhône-Alpes et Climat de l'Isère.
En 2010, le climat de la commune est de type climat océanique altéré, selon une étude du Centre national de la recherche scientifique s'appuyant sur une série de données couvrant la période 1971-2000. En 2020, Météo-France publie une typologie des climats de la France métropolitaine dans laquelle la commune est dans une zone de transition entre le climat semi-continental et le climat de montagne et est dans la région climatique  Moyenne vallée du Rhône, caractérisée par un bon ensoleillement en été (fraction d’insolation > 60 %), une forte amplitude thermique annuelle (4 à 20 °C), un air sec en toutes saisons, orageux en été, des vents forts (mistral), une pluviométrie élevée en automne (250 à 300 mm). 
Pour la période 1971-2000, la température annuelle moyenne est de 11,9 °C, avec une amplitude thermique annuelle de 17,8 °C. Le cumul annuel moyen de précipitations est de 855 mm, avec 8,7 jours de précipitations en janvier et 6,1 jours en juillet. Pour la période 1991-2020, la température moyenne annuelle observée sur la station météorologique de Météo-France la plus proche, « Reventin », sur la commune de Reventin-Vaugris à 10 km à vol d'oiseau, est de 12,9 °C et le cumul annuel moyen de précipitations est de 775,7 mm,. Pour l'avenir, les paramètres climatiques de la commune estimés pour 2050 selon différents scénarios d'émission de gaz à effet de serre sont consultables sur un site dédié publié par Météo-France en novembre 2022.

## Urbanisme

### Typologie
Au 1er janvier 2024, Saint-Romain-de-Surieu est catégorisée commune rurale à habitat dispersé, selon la nouvelle grille communale de densité à sept niveaux définie par l'Insee en 2022.
Elle est située hors unité urbaine. Par ailleurs la commune fait partie de l'aire d'attraction de Roussillon, dont elle est une commune de la couronne,. Cette aire, qui regroupe 27 communes, est catégorisée dans les aires de 50 000 à moins de 200 000 habitants,.

### Occupation des sols
L'occupation des sols de la commune, telle qu'elle ressort de la base de données européenne d’occupation biophysique des sols Corine Land Cover (CLC), est marquée par l'importance des territoires agricoles (52,9 % en 2018), une proportion identique à celle de 1990 (52,9 %). La répartition détaillée en 2018 est la suivante : 
forêts (46,9 %), zones agricoles hétérogènes (28,1 %), terres arables (22,6 %), prairies (2,3 %), milieux à végétation arbustive et/ou herbacée (0,2 %). L'évolution de l’occupation des sols de la commune et de ses infrastructures peut être observée sur les différentes représentations cartographiques du territoire : la carte de Cassini (XVIIIe siècle), la carte d'état-major (1820-1866) et les cartes ou photos aériennes de l'IGN pour la période actuelle (1950 à aujourd'hui).

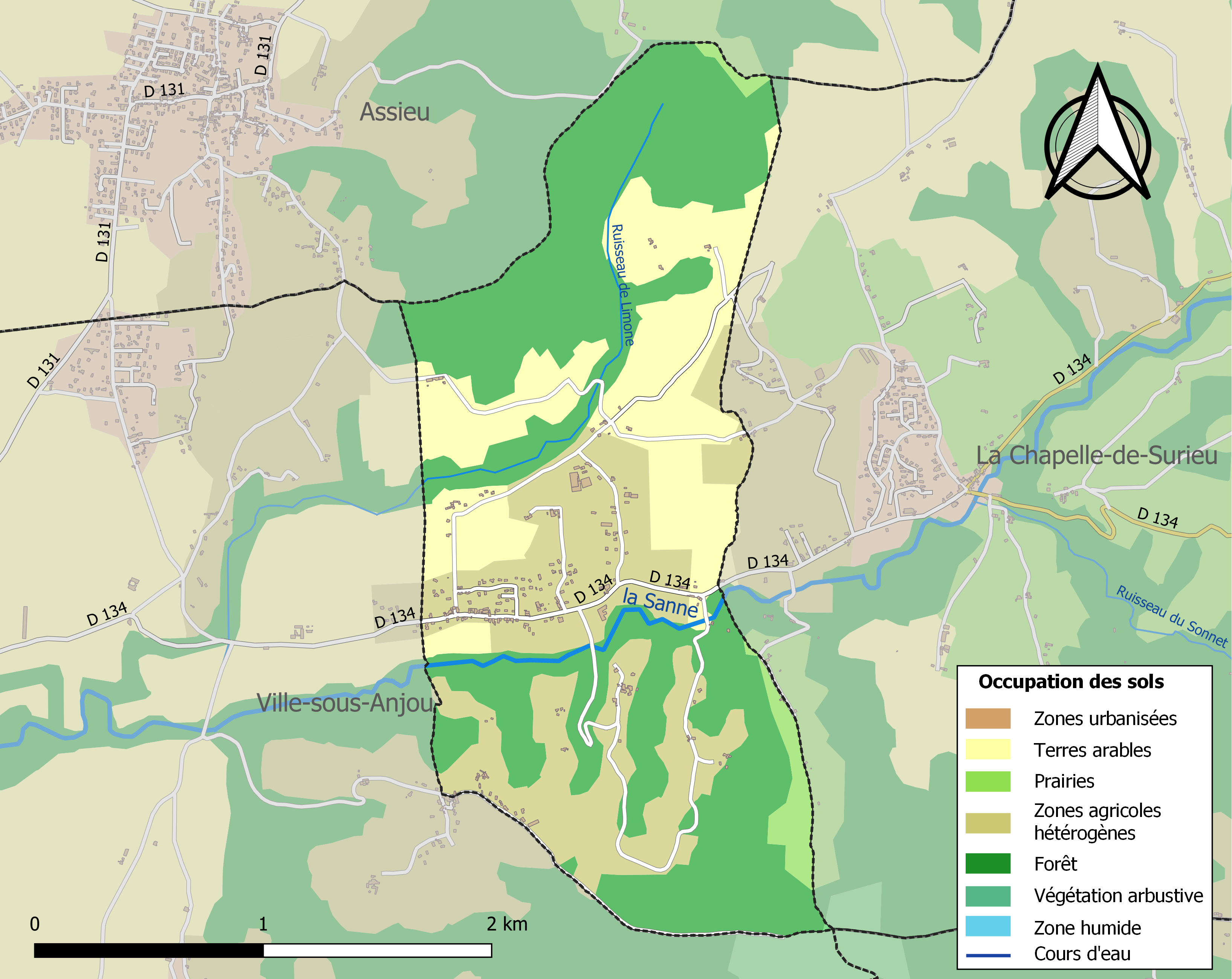
Carte des infrastructures et de l'occupation des sols de la commune en 2018 (CLC).

## Histoire, Traditions et légendes
Le premier nom sous lequel est connu Surieu au Xe siècle est Suiiriacum évoquant une colonie attribuée à un légionnaire romain, les  noms de suffixe -acum donnent -ieu dans la région du Dauphiné. Une occupation gallo-romaine et l'existence d'un oppidum sur les éperons au sud du territoire de la commune sont régulièrement évoqués sans preuve archéologique récente. Une première mention de Surieu dans un cartulaire de saint Maurice de Vienne date de 908, il évoque l'autorisation de l'archevêque à son féal nommé Frodac, seigneur de Surieu, de construire sur ses fonds une chapelle dédiée à Notre Dame Oratorium sancta Dei Genitricis Maria, probablement la chapelle Notre Dame du castrum. En 1075 un dénommé Pons restitue à l'abbaye Saint Pierre de Vienne un certain nombre de biens ecclésiastiques ayant fait l'objet d'usurpation laïque, sont cités : l'église Saint-Romain, paroissiale et la chapelle Sainte-Marie dans le château de Surieu. À cette époque ces deux églises datant du XIe voire du Xe siècle tel qu'elles sont dénommées témoignent de deux sites : le castrum sur les hauteurs et le siège de la paroisse sur les rives de la Sanne avec ses moulins.
La chapelle Sainte-Marie-Mère-de-Dieu aujourd'hui église Notre-Dame est réputée avoir accueilli les reliques de saint Lazare au cours de leur translation entre l'abbaye Saint-Victor de Marseille et Autun entre 965 et 972,. Le nom de la source aménagée dès l'époque médiévale et un pèlerinage annuel commémorent cette tradition.
Le bourg castral situé sur le promontoire de Surieu est chef-lieu de mandement,, son occupation remonte au Xe siècle voire avant,. L'enceinte de remparts est encore visible au nord et à l'ouest. Dans cette enceinte persistent la chapelle sainte-Marie-mère-de-Dieu devenue église Notre-Dame du carmel de Surieu, une tour ronde aux murs épais dont la porte d'accès est à 5 m de hauteur, tour insérée dans les remparts plutôt que donjon et une maison forte appelée château qui a servi de cure avant d'être fortement restaurée aux XIXe et XXe siècles. Depuis dans les années 1980 s'est construit le monastère. Le château fort est probablement pillé et rasé à la fin de la Guerre de Cent Ans entre 1425 et 1430 par les Bourguignons au cours de la guerre entre le royaume de France et le Duché de Bourgogne pour le contrôle du Dauphiné,. Les habitants quittent le bourg dès le XIVe préférant un habitat plus bas et favorable aux échanges économiques sur les rives de la Sanne autour de l'église Saint-Romain et à La Chapelle-de-Surieu, au XVIIe il persiste cependant une activité économique sur ce site : hôtellerie, chaudronnier, maréchal-ferrant. Une activité de poterie entre le XIe et le XVIe siècle est mise en évidence par les fouilles archéologiques de 1983.
Dès l'époque carolingienne l'archevêque de Vienne est seigneur de la ville et du comté. De 1040 à 1349, comme le reste du Dauphiné cette région dépend du Saint-Empire romain. La lignée des Surieu perd ses possessions au XIIIe siècle et disparait au XVe, Au XIVe siècle les terres de Surieu sont dans les possessions des Roussillons puis partagés et vendus plusieurs fois. Une litre seigneuriale aux couleurs de la famille La tour de Gouvernet, branche des La Tour du Pin, figure sur l'église de La Chapelle-de-Surieu en 1708 ce qui laisse penser que cette famille est ou a été patron laïque de cette église.

## Politique et administration
| Période                                  | Période  | Identité          | Étiquette | Qualité |
| ---------------------------------------- | -------- | ----------------- | --------- | ------- |
| avant 1981                               | ?        | Joannès Romatif   | DVG       |         |
| mars 2001                                | En cours | Robert Mouchiroud | SE        |         |
| Les données manquantes sont à compléter. |          |                   |           |         |

## Démographie
L'évolution du nombre d'habitants est connue à travers les recensements de la population effectués dans la commune depuis 1800. Pour les communes de moins de 10 000 habitants, une enquête de recensement portant sur toute la population est réalisée tous les cinq ans, les populations de référence des années intermédiaires étant quant à elles estimées par interpolation ou extrapolation. Pour la commune, le premier recensement exhaustif entrant dans le cadre du nouveau dispositif a été réalisé en 2006.

En 2022, la commune comptait 465 habitants, en évolution de +34,78 % par rapport à 2016 (Isère : +3,07 %, France hors Mayotte : +2,11 %).
| 1800 | 1806 | 1821 | 1831 | 1836 | 1841 | 1846 | 1851 | 1856 |
| ---- | ---- | ---- | ---- | ---- | ---- | ---- | ---- | ---- |
| 188  | 197  | 192  | 111  | 268  | 318  | 341  | 357  | 322  |

| 1861 | 1866 | 1872 | 1876 | 1881 | 1886 | 1891 | 1896 | 1901 |
| ---- | ---- | ---- | ---- | ---- | ---- | ---- | ---- | ---- |
| 344  | 304  | 281  | 286  | 257  | 240  | 235  | 230  | 256  |

| 1906 | 1911 | 1921 | 1926 | 1931 | 1936 | 1946 | 1954 | 1962 |
| ---- | ---- | ---- | ---- | ---- | ---- | ---- | ---- | ---- |
| 246  | 232  | 202  | 202  | 183  | 159  | 167  | 229  | 211  |

| 1968 | 1975 | 1982 | 1990 | 1999 | 2006 | 2011 | 2016 | 2021 |
| ---- | ---- | ---- | ---- | ---- | ---- | ---- | ---- | ---- |
| 206  | 198  | 213  | 249  | 246  | 285  | 335  | 345  | 433  |

| 2022 | - | - | - | - | - | - | - | - |
| ---- | - | - | - | - | - | - | - | - |
| 465  | - | - | - | - | - | - | - | - |

## Culture locale et patrimoine

### Lieux et monuments
- Église Notre-Dame de Surieu, inscrite au titre des monuments historiques par arrêté du 19 octobre 1927[31], devenue depuis 1984 l'église du carmel.
- Vestiges du château fort de Surieu, du XIIe siècle, à l'emplacement d'une motte du XIe siècle[32].

donjon circulaire, ou plutôt grosse tour, cité en 1237, vestiges de rempart et maison forte très restaurée aux XIXe et XXe siècles.
- Carmel de Surieu qui intègre l'église et la tour.
- La source de la Saint-Lazare, est un lieu aménagé et entretenu par une équipe de bénévoles, sur le chemin de Saint-Jacques de Compostelle, près du Carmel de Surieu.
- L'église Saint-Romain, XIe-XIIe siècle, église paroissiale, ancien prieuré, attestée dès 1075. Cette église romane, peut-être plus ancienne que Notre-Dame, entouré de tout temps par le cimetière, est construite avec une nef unique non voûtée suivie d'un chœur plus étroit à une travée sous clocher voûté en berceau d'ogive dont elle est séparée par un arc triomphal ogival puis d'une abside voûtée en berceau se terminant par un chevet plat. À l'intérieur des décors d'entrelacs sont semblables à ceux de Notre-Dame. Cette église bénéficie d'une importante restauration en 1967.

L'église Notre-Dame, le carmel, la source Saint Lazare et l'église saint-Romain sont sur l'itinéraire du GR 65 également fléché comme chemin de Saint-Jacques-de-Compostelle.

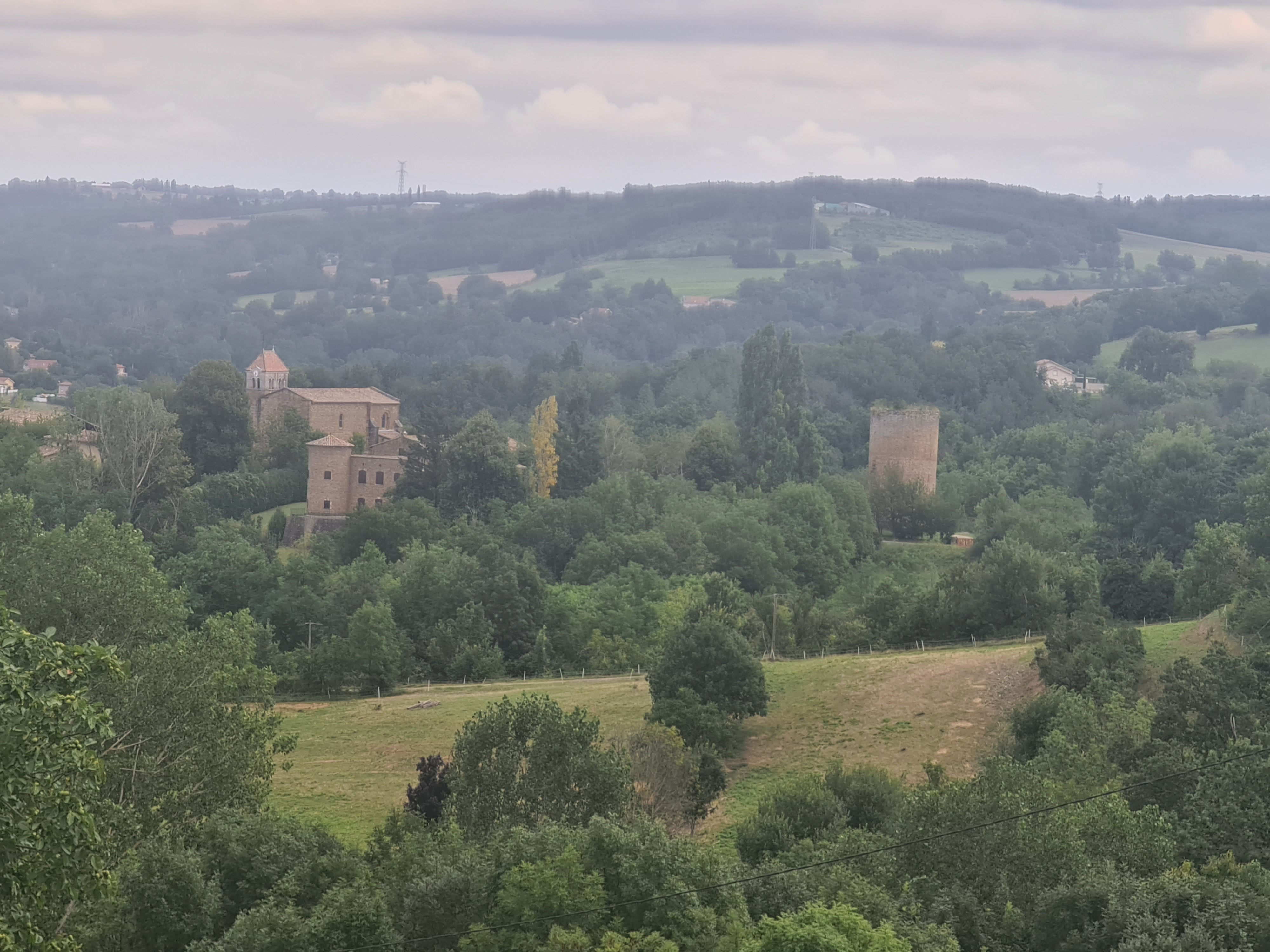
Site castral de Surieu, église, ancienne cure et donjon
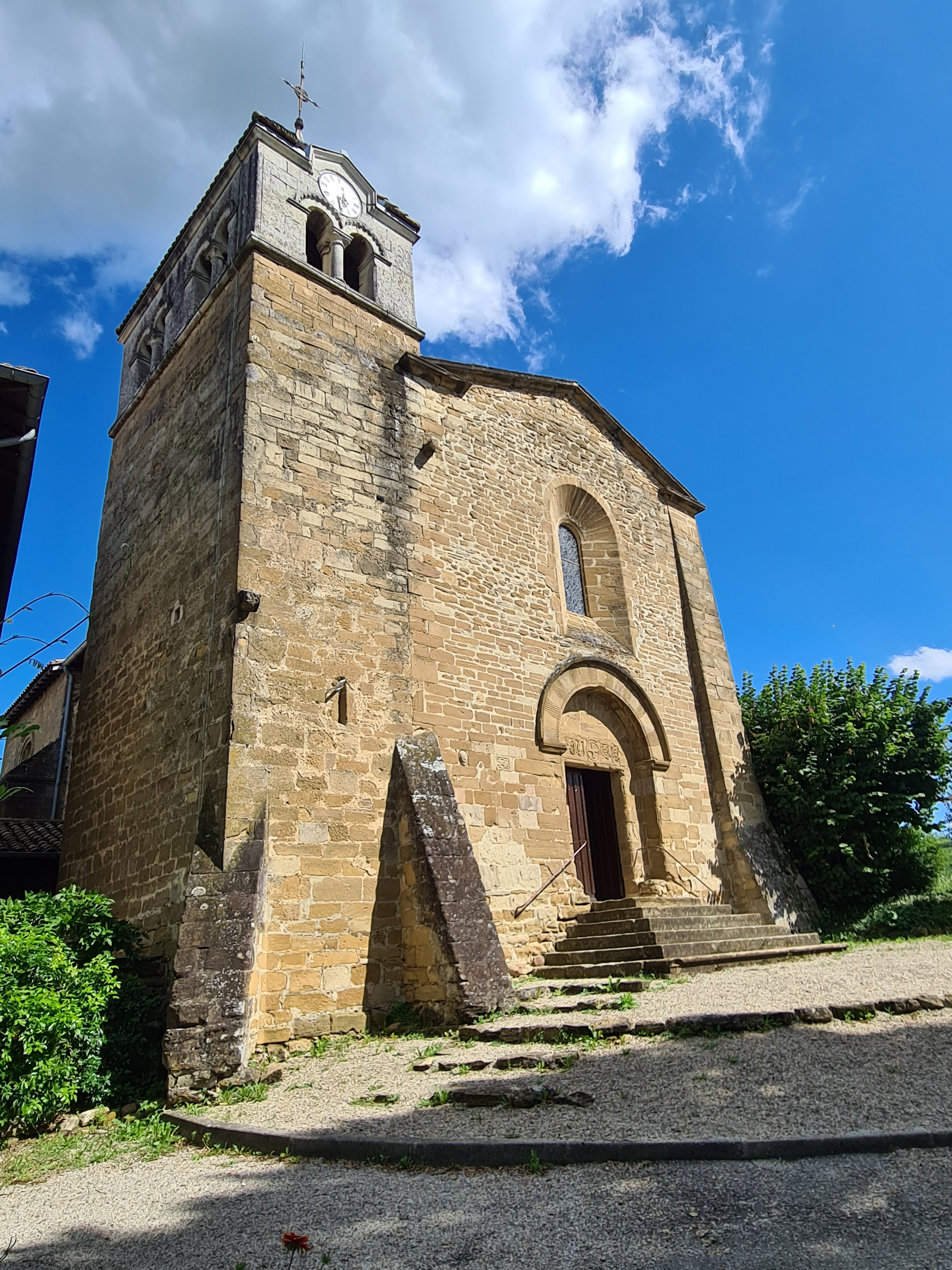
Façade de l'église romane Notre-Dame de Surieu, clocher XIXe
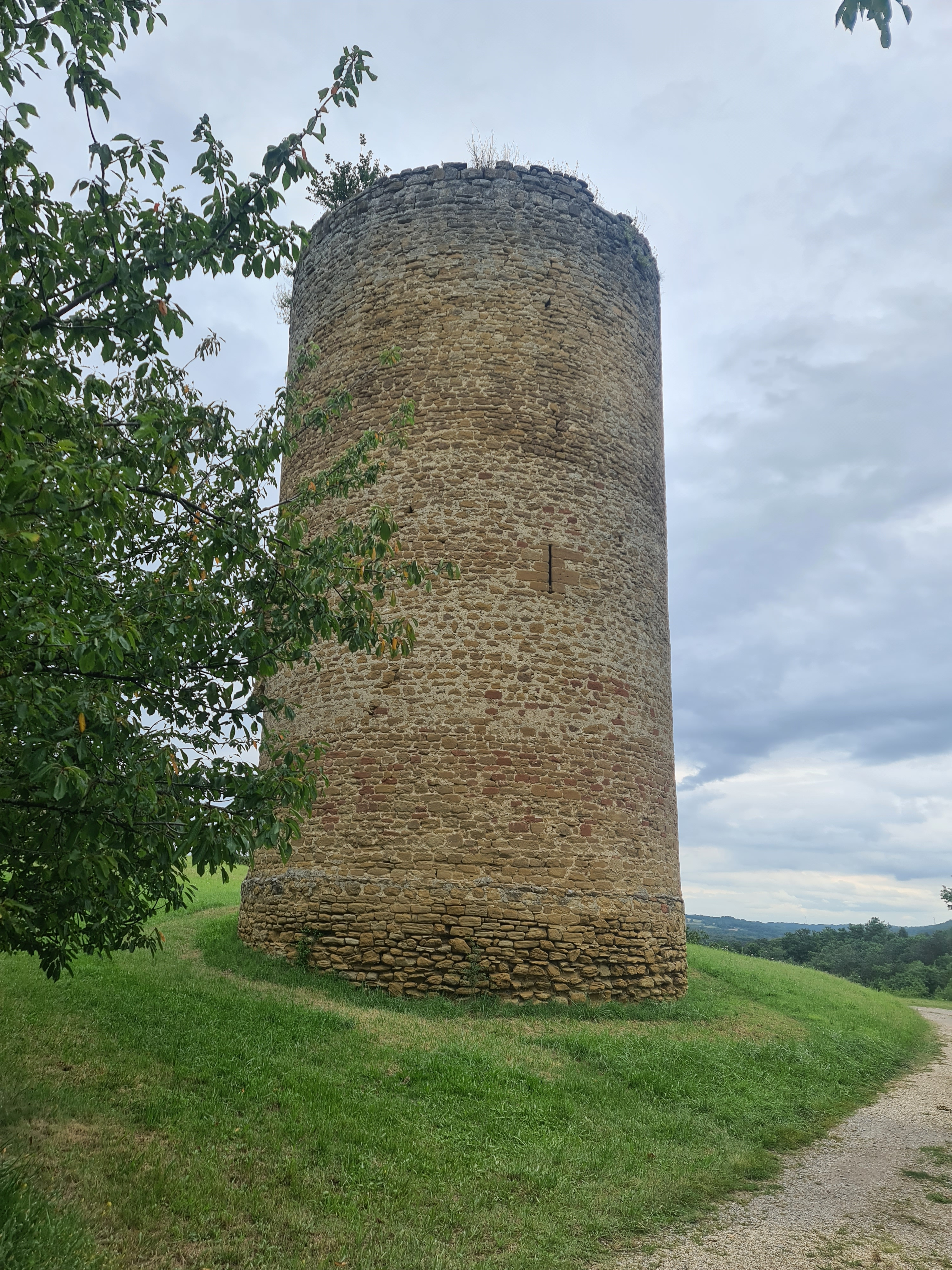
La tour de Surieu
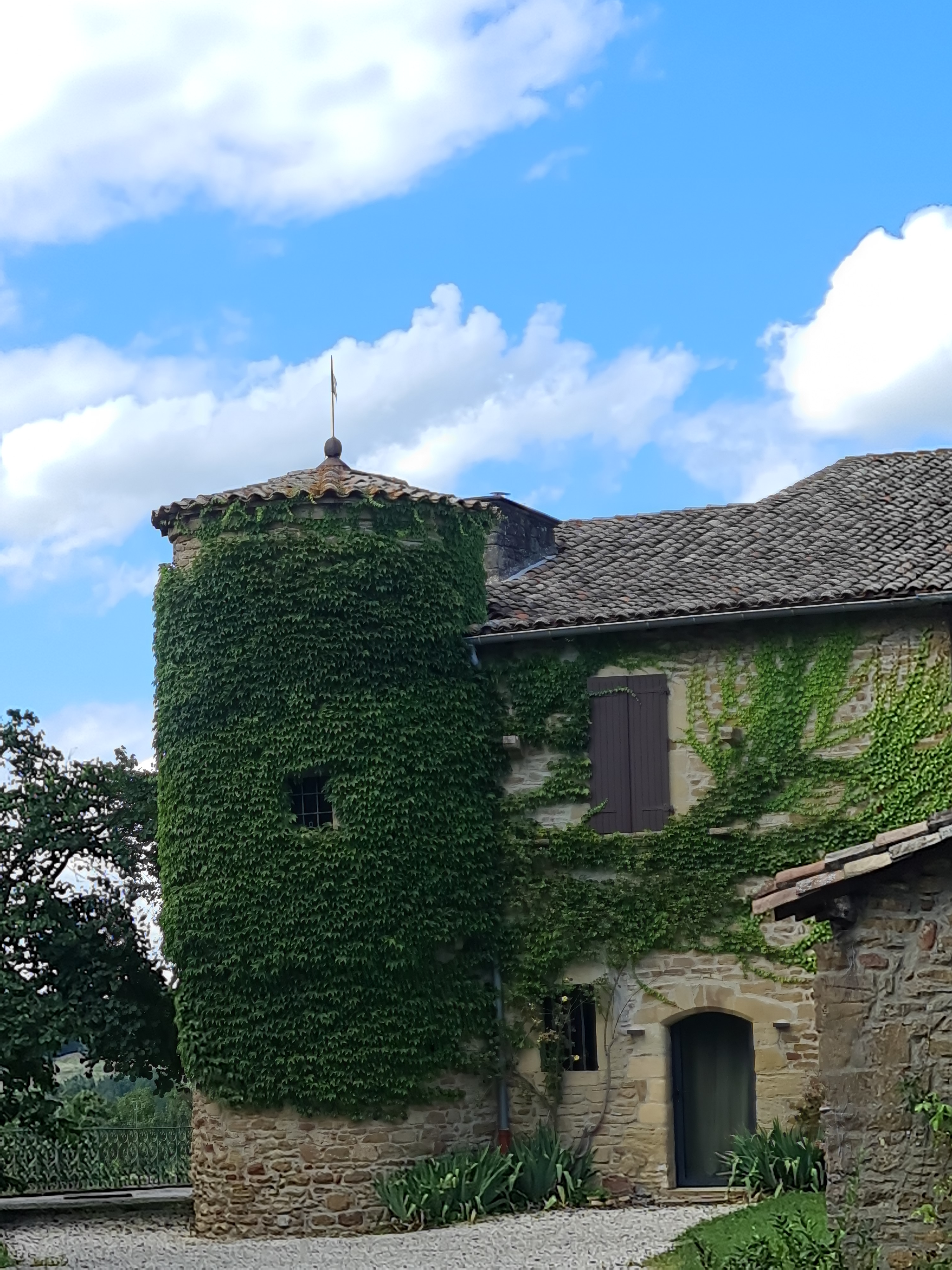
Site castral de Surieu,  "le château" ancienne cure
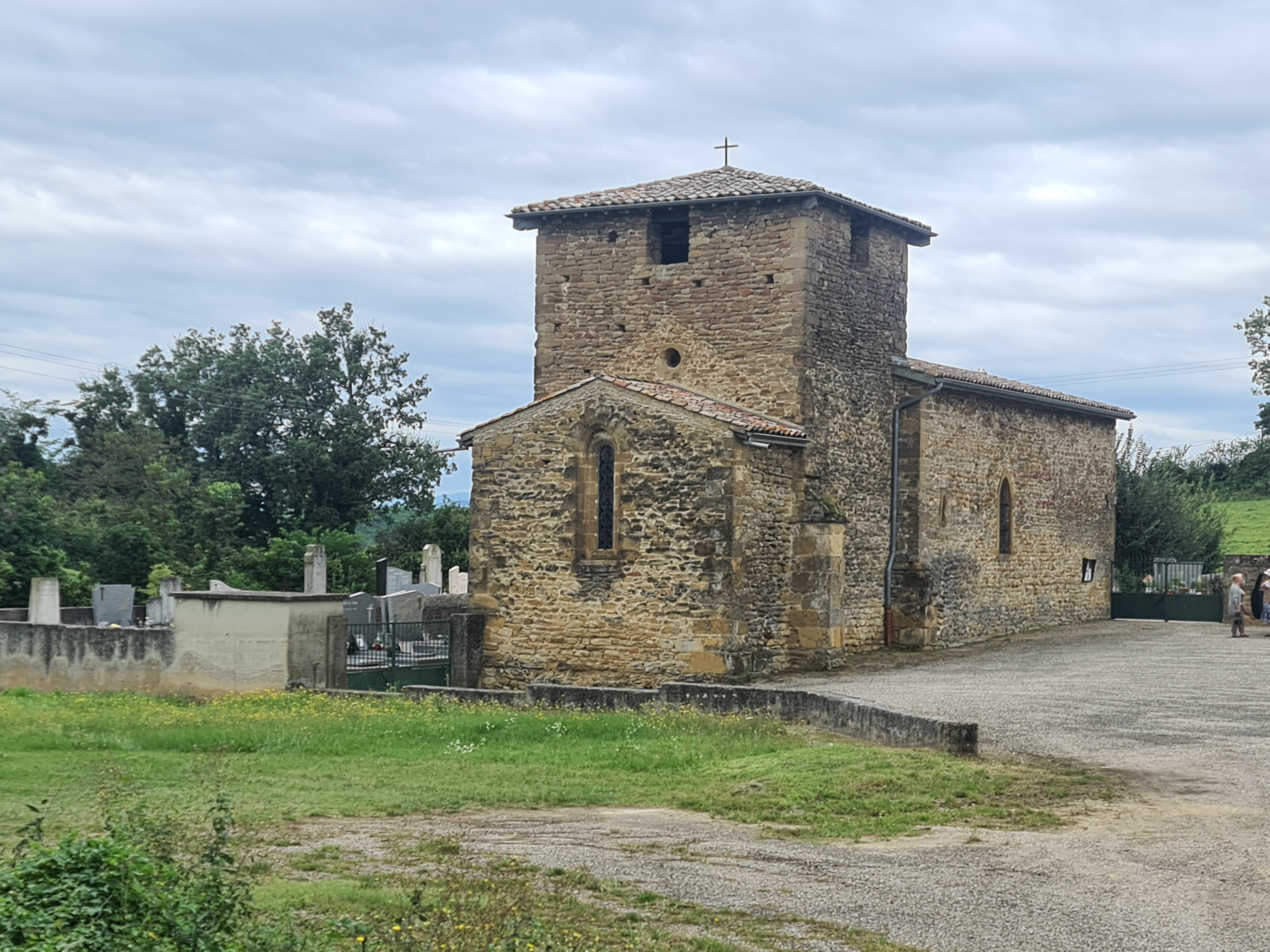
Église Saint-Romain de Surieu
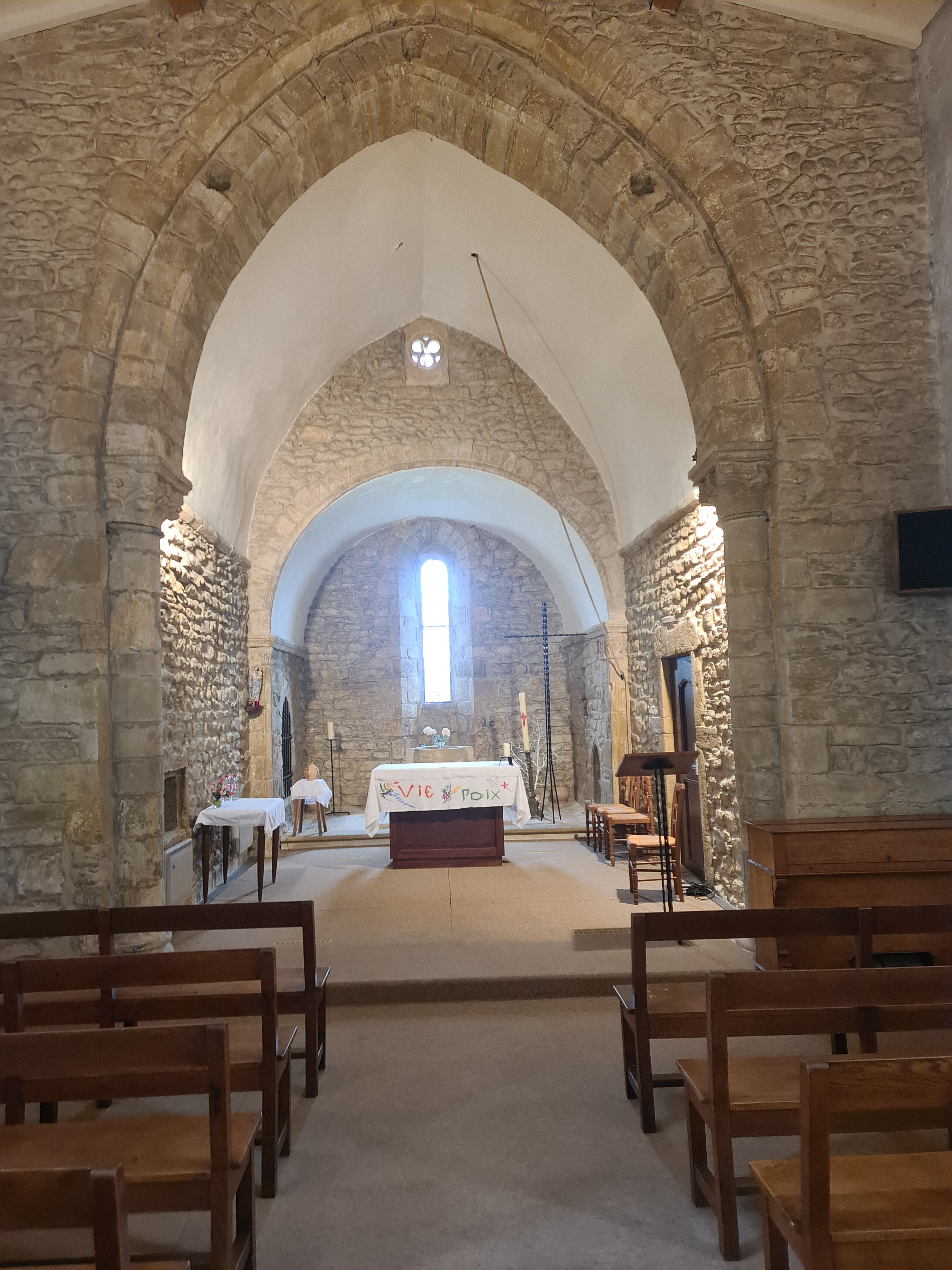
Église Saint-Romain de Surieu, intérieur
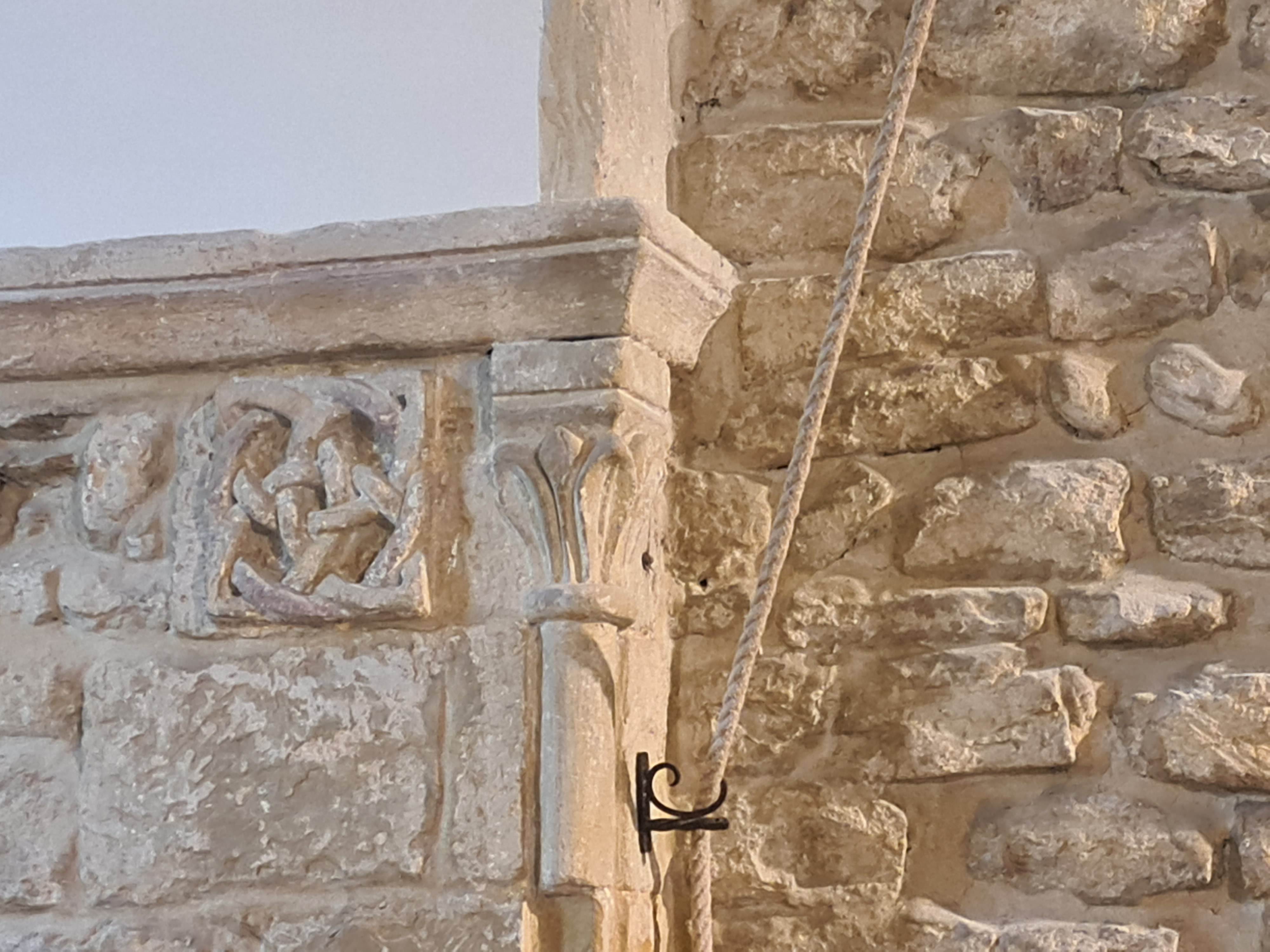
Église Saint-Romain de Surieu, décor du chœur
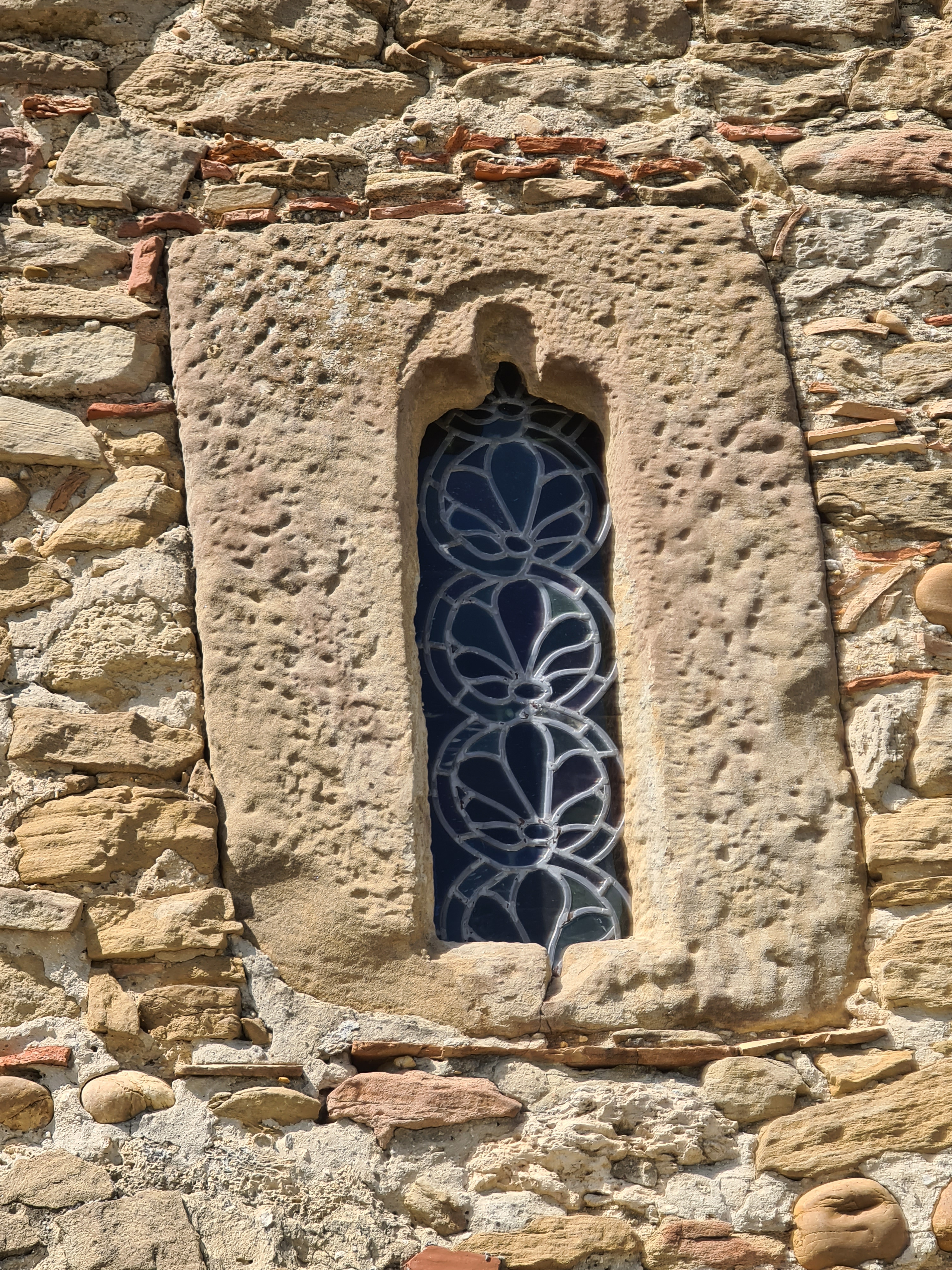
Fenêtre mur nord entourage monolithique
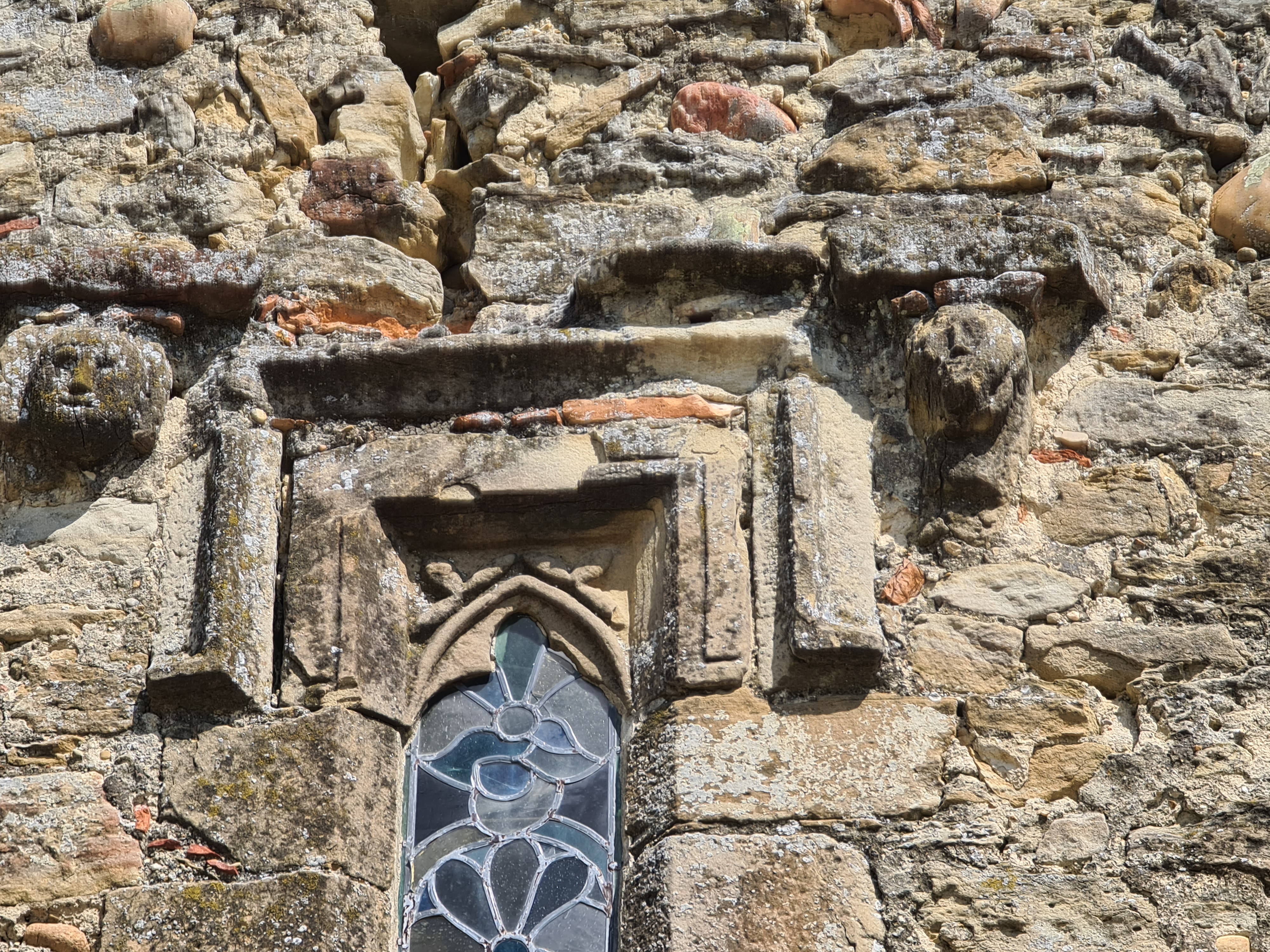
Église Saint-Romain de Surieu, Fenêtre façade occidentale

### Personnalités liées à la commune
- René Bourget, député de l'Isère
- André Vanaudenhove (1930-2010), curé de la paroisse de 1966 à 2010, stèle sur le site de la Saint-Lazare, le stade porte son nom.

## Sports
- Club de football "AS La Sanne"[33].

### Équipement sportif
- Stade de football "Père-André - AS La Sanne".